# Ronny (calciatore)
Ronny Heberson Furtado de Araújo, meglio conosciuto come Ronny (Fortaleza, 11 maggio 1986), è un ex calciatore brasiliano, di ruolo difensore o centrocampista.

## Biografia
È il fratello minore di Raffael Caetano de Araújo, anch'egli calciatore.

## Caratteristiche tecniche
Abile tiratore di punizioni, cui conferiva curvature ardite e grande forza, superando a volte i 140 km/h, il 26 novembre 2006, in un incontro di Primeira Liga tra il Naval e lo Sporting Lisbona, ha segnato un gol su calcio di punizione grazie a un tiro che ha raggiunto i 221 km/h, stabilendo così il record per il tiro più potente di sempre. Sono stati nettamente battuti i record di David Hirst (che colpì una traversa a 193 km/h), Steven Reid e Arjen Robben (entrambi in gol a 189 km/h).
Spesso schierato come terzino sinistro era bravo a svolgere entrambe le fasi: sia difensiva sia offensiva, presentava un'ottima spinta e una buona tecnica individuale col passare degli anni è stato adattato anche come esterno sinistro in un centrocampo a 4.

## Palmarès
- Campionato brasiliano: 1

Corinthians: 2005
- Coppa del Portogallo: 2

Sporting Lisbona: 2006-2007, 2007-2008
- Supercoppa di Portogallo: 2

Sporting Lisbona: 2007, 2008
- 2. Fußball-Bundesliga: 2

Herta Berlino: 2010-2011, 2012-2013